# Scopelarchidae
Scopelarchidae è una famiglia di pesci ossei marina appartenente all'ordine Aulopiformes.

## Distribuzione e habitat
La famiglia è diffusa in tutti i mari e gli oceani compresi quelli antartici ma è assente nel mar Mediterraneo. Si tratta di pesci batipelagici: gli adulti vivono di solito a profondità tra i 500 e i 1000 metri, le fasi larvali in acque più superficiali tra i 100 e i 200 metri.

## Descrizione
Il corpo è affusolato e abbastanza allungato, coperto di scaglie sino alla parte posteriore della testa. La linea laterale è presente. La pinna dorsale ha base breve ed è seguita da una pinna adiposa. La pinna anale ha base lunga. Le pinne pettorali e le pinne ventrali sono ampie. La pinna caudale è biloba. La bocca è grande e armata di denti appuntiti e spesso uncinati, presenti anche sulla lingua. Gli occhi sono grandi, tubulari e rivolti in alto. La vescica natatoria è assente.
La taglia è in genere modesta e supera raramente i 30 cm.

## Biologia
Pressoché ignota.

## Specie
- Genere Benthalbella
  - Benthalbella dentata
  - Benthalbella elongata
  - Benthalbella infans
  - Benthalbella linguidens
  - Benthalbella macropinna
- Genere Rosenblattichthys
  - Rosenblattichthys alatus
  - Rosenblattichthys hubbsi
  - Rosenblattichthys nemotoi
  - Rosenblattichthys volucris
- Genere Scopelarchoides
  - Scopelarchoides climax
  - Scopelarchoides danae
  - Scopelarchoides kreffti
  - Scopelarchoides nicholsi
  - Scopelarchoides signifer
- Genere Scopelarchus
  - Scopelarchus analis
  - Scopelarchus guentheri
  - Scopelarchus michaelsarsi
  - Scopelarchus stephensi[2]